# Follett
Follett – miasto w Stanach Zjednoczonych, w stanie Teksas, w hrabstwie Lipscomb.